# Ačkhoj-Martanovskij rajon
L'Ačkhoj-Martanovskij rajon (in russo Ачхой-Мартановский район?) è un municipal'nyj rajon della Repubblica Autonoma della Cecenia, in Russia.